# Францішек Зайховський
Францішек Зайхо́вський (1876, Львів — 7 липня 1917, Львів) — польський живописець і графік.

## Біографія
Народився у 1876 році у місті Львові (тепер Україна). У 1891–1894 роках навчався у Львівській художньо-промисловій школі (викладач Тадеуш Рибковський) у 1895–1898 роках — у Краківській (викладач Юзеф Унежинський) та у 1899–1900 роках у Мюнхенській академіях мистецтв.
1900 року перебував у Римі, з 1901 року у Львові. Помер у Львові 7 липня 1917 року.

## Творчість
Малював олією та аквареллю побутові й алегоричні сцени, пейзажі, портрети, займався ужитковою графікою, проектував вітражі, виконував плакати. Серед робіт:
- «Українська дівчина» (Національний музей у Львові);
- «Старий селянин» (1897, Івано-Франківський художній музей);
- «Верховинець» (1898, Львівська галерея мистецтв);
- «Краківське весілля» (близько 1900, Львівська галерея мистецтв);
- «Автопортрет» (близько 1900, Львівська галерея мистецтв);
- «Ю. Коссак» (1913, Львівська галерея мистецтв);

плакати
- «IV Zlot Sokolostwa Polskiego we Lwowie» (1903);
- «Jarmark Wyrobów Krajowych we lwowie na Wzgórzu Stryjskiem» (1911).

Автор титульного аркуша та ілюстрацій у часописі «Maska» (1901–1919). Створив декоративне панно у кав'ярні «Віденська» (1902, не збережено).
Брав участь у міських художніх виставках з 1903 року; персональна, посмертна, відбулась у Львові 1923 року.